# David Prophet
David Prophet (* 9. Oktober 1937 Hongkong; † 29. März 1981 in der Nähe von Silverstone) war ein britischer Autorennfahrer.

## Karriere
David Prophet fuhr eine Dekade lang Autorennen. Seine ersten Sporen hatte er sich schon in der Formel Junior verdient, als er 1963 mit seinen Brabham BT6 in Südafrika am dortigen Formel-1-Grand-Prix teilnahm. Prophet fiel nach beständigen Problemen mit dem Öldruck vorzeitig aus. Etwa zur selben Zeit nahm er auch am Rand Grand Prix, den er als Sechster beendete, und am Großen Preis von Rhodesien teil, wo er seinen Brabham auf den zweiten Platz pilotierte.
Zwischen 1964 und 1967 absolvierte er regelmäßig Formel-2-Rennen, allerdings mit bescheidenem Erfolg. Erfolgreicher war er im Sportwagen. Er fuhr einen Lotus 30, den Ford GT40 und einen Lola T70 bei nationalen Sportwagenrennen in Großbritannien und bei ausgewählten Veranstaltungen der Sportwagen-Weltmeisterschaft.
1970 bestritt er mit einem McLaren M10B eine komplette Formel-5000-Saison. 1971 trat er vom Rennsport zurück. Er verunglückte zehn Jahre später tödlich: Der Hubschrauber, mit dem Prophet die Rennstrecke Silverstone nach einer Veranstaltung verließ, stürzte kurz nach dem Start ab.

## Statistik

### Statistik in der Automobil-Weltmeisterschaft
Diese Statistik umfasst alle Teilnahmen des Fahrers an der Automobil-Weltmeisterschaft, die heutzutage als Formel-1-Weltmeisterschaft bezeichnet wird.

#### Gesamtübersicht
| Saison | Team                 | Chassis      | Motor       | Rennen | Siege | Zweiter | Dritter | Poles | schn. Rennrunden | Punkte | WM-Pos. |
| ------ | -------------------- | ------------ | ----------- | ------ | ----- | ------- | ------- | ----- | ---------------- | ------ | ------- |
| 1963   | David Prophet        | Brabham BT6  | Ford 1.5 L4 | 1      | −     | −       | −       | −     | −                | −      | −       |
| 1965   | David Prophet Racing | Brabham BT10 | Ford 1.5 L4 | 1      | −     | −       | −       | −     | −                | −      | −       |
| Gesamt | Gesamt               | Gesamt       | Gesamt      | 2      | −     | −       | −       | −     | −                | −      |         |

#### Einzelergebnisse
| Saison | 1 | 2 | 3 | 4 | 5 | 6 | 7 | 8 | 9   | 10 |
| ------ | - | - | - | - | - | - | - | - | --- | -- |
| 1963   |   |   |   |   |   |   |   |   |     |    |
|        |   |   |   |   |   |   |   |   | DNF |    |
| 1965   |   |   |   |   |   |   |   |   |     |    |
| 14     |   |   |   |   |   |   |   |   |     |    |

| Legende  | Legende            | Legende                                                          |
| Farbe    | Abkürzung          | Bedeutung                                                        |
| -------- | ------------------ | ---------------------------------------------------------------- |
| Gold     | –                  | Sieg                                                             |
| Silber   | –                  | 2. Platz                                                         |
| Bronze   | –                  | 3. Platz                                                         |
| Grün     | –                  | Platzierung in den Punkten                                       |
| Blau     | –                  | Klassifiziert außerhalb der Punkteränge                          |
| Violett  | DNF                | Rennen nicht beendet (did not finish)                            |
| Violett  | NC                 | nicht klassifiziert (not classified)                             |
| Rot      | DNQ                | nicht qualifiziert (did not qualify)                             |
| Rot      | DNPQ               | in Vorqualifikation gescheitert (did not pre-qualify)            |
| Schwarz  | DSQ                | disqualifiziert (disqualified)                                   |
| Weiß     | DNS                | nicht am Start (did not start)                                   |
| Weiß     | WD                 | zurückgezogen (withdrawn)                                        |
| Hellblau | PO                 | nur am Training teilgenommen (practiced only)                    |
| Hellblau | TD                 | Freitags-Testfahrer (test driver)                                |
| ohne     | DNP                | nicht am Training teilgenommen (did not practice)                |
| ohne     | INJ                | verletzt oder krank (injured)                                    |
| ohne     | EX                 | ausgeschlossen (excluded)                                        |
| ohne     | DNA                | nicht erschienen (did not arrive)                                |
| ohne     | C                  | Rennen abgesagt (cancelled)                                      |
| ohne     | keine WM-Teilnahme |                                                                  |
| sonstige | P/fett             | Pole-Position                                                    |
| sonstige | 1/2/3/4/5/6/7/8    | Punktplatzierung im Sprint-/Qualifikationsrennen                 |
| sonstige | SR/kursiv          | Schnellste Rennrunde                                             |
| sonstige | *                  | nicht im Ziel, aufgrund der zurückgelegten Distanz aber gewertet |
| sonstige | ()                 | Streichresultate                                                 |
| sonstige | unterstrichen      | Führender in der Gesamtwertung                                   |

### Einzelergebnisse in der Sportwagen-Weltmeisterschaft
| Saison | Team                                 | Rennwagen                 | 1   | 2   | 3   | 4   | 5   | 6   | 7   | 8   | 9   | 10  | 11  | 12  | 13  | 14  | 15  | 16  | 17  | 18  | 19  | 20  |
| ------ | ------------------------------------ | ------------------------- | --- | --- | --- | --- | --- | --- | --- | --- | --- | --- | --- | --- | --- | --- | --- | --- | --- | --- | --- | --- |
| 1965   | David Prophet Racing William Bradley | Lotus 30 Triumph Spitfire | DAY | SEB | BOL | MON | MON | RTT | TAR | SPA | NÜR | MUG | ROS | LEM | REI | BOZ | FRE | CCE | OVI | NÜR | BRI | BRI |
| 1965   | David Prophet Racing William Bradley | Lotus 30 Triumph Spitfire |     |     |     |     |     | 9   |     |     | DNF |     |     |     |     |     |     |     |     |     |     |     |
| 1967   | David Prophet                        | Ferrari 250LM             | DAY | SEB | MON | SPA | TAR | NÜR | LEM | HOK | MUG | BRH | CCE | ZEL | OVI | NÜR |     |     |     |     |     |     |
| 1967   | David Prophet                        | Ferrari 250LM             |     |     |     |     |     |     | 18  |     |     |     |     |     |     |     |     |     |     |     |     |     |
| 1968   | David Prophet                        | Ford GT40                 | DAY | SEB | BRH | MON | TAR | NÜR | SPA | WAT | ZEL | LEM |     |     |     |     |     |     |     |     |     |     |
| 1968   | David Prophet                        | Ford GT40                 |     |     | DNF |     |     | DNF | 8   |     |     |     |     |     |     |     |     |     |     |     |     |     |
| 1969   | David Prophet Paul Hawkins           | Lola T70                  | DAY | SEB | BRH | MON | TAR | SPA | NÜR | LEM | WAT | ZEL |     |     |     |     |     |     |     |     |     |     |
| 1969   | David Prophet Paul Hawkins           | Lola T70                  |     |     | DNF |     |     | 8   | DNF |     |     |     |     |     |     |     |     |     |     |     |     |     |